# Liste des monuments historiques de l'Yonne (N-Z)
Pour les articles homonymes, voir Liste des monuments historiques de l'Yonne.
Cet article recense une partie des monuments historiques de l'Yonne, en France.
| Monument                                                      | Commune                                     | Adresse                                            | Coordonnées                                      | Notice                                           | Protection                                       | Date                                             | Illustration                                               |
| ------------------------------------------------------------- | ------------------------------------------- | -------------------------------------------------- | ------------------------------------------------ | ------------------------------------------------ | ------------------------------------------------ | ------------------------------------------------ | ---------------------------------------------------------- |
| Château de Bois-le-Roi                                        | Nailly                                      |                                                    | 48° 13′ 10″ nord, 3° 13′ 09″ est                 | « PA00113754 »                                   | Inscrit                                          | 1981                                             | Château de Bois-le-Roi                                     |
| Église Saint-Pierre de Nailly                                 | Nailly                                      |                                                    | 48° 13′ 23″ nord, 3° 13′ 27″ est                 | « PA00113755 »                                   | Inscrit                                          | 2011                                             | Église Saint-Pierre de Nailly                              |
| Cimetière de Neuilly                                          | Neuilly                                     |                                                    | 47° 54′ 59″ nord, 3° 26′ 38″ est                 | « PA00113756 »                                   | Classé                                           | 1924                                             | Cimetière de Neuilly                                       |
| Église de Neuilly                                             | Neuilly                                     |                                                    | 47° 55′ 00″ nord, 3° 26′ 21″ est                 | « PA00113757 »                                   | Inscrit                                          | 1927                                             | Église de Neuilly                                          |
| Église Saint-Symphorien de Neuvy-Sautour                      | Neuvy-Sautour                               |                                                    | 48° 02′ 28″ nord, 3° 47′ 38″ est                 | « PA00113758 »                                   | Classé                                           | 1911                                             | Église Saint-Symphorien de Neuvy-Sautour                   |
| Église Saint-Christophe de Nitry                              | Nitry                                       |                                                    | 47° 40′ 22″ nord, 3° 52′ 40″ est                 | « PA00135245 »                                   | Inscrit                                          | 1995                                             | Église Saint-Christophe de Nitry                           |
| Haute-Borne                                                   | Noé                                         |                                                    | 48° 08′ 10″ nord, 3° 23′ 31″ est                 | « PA00113759 »                                   | Classé                                           | 1939                                             | Haute-Borne                                                |
| Polissoir des Fainéants                                       | Noé                                         |                                                    | 48° 08′ 55″ nord, 3° 23′ 02″ est                 | « PA00113760 »                                   | Classé                                           | 1938                                             | Polissoir des Fainéants                                    |
| Église de Noyers                                              | Noyers-sur-Serein                           |                                                    | 47° 41′ 45″ nord, 3° 59′ 38″ est                 | « PA00113761 »                                   | Classé                                           | 1906                                             | Église de Noyers                                           |
| Hôtel de ville de Noyers                                      | Noyers-sur-Serein                           |                                                    | 47° 41′ 45″ nord, 3° 59′ 44″ est                 | « PA00113762 »                                   | Inscrit                                          | 1926                                             | Hôtel de ville de Noyers                                   |
| Maison Brandin                                                | Noyers-sur-Serein                           |                                                    | 47° 41′ 46″ nord, 3° 59′ 43″ est                 | « PA00113764 »                                   | Inscrit                                          | 1927                                             | Image manquante Téléverser                                 |
| Maison de la Toison d'Or                                      | Noyers-sur-Serein                           | 63 rue Franche                                     | 47° 41′ 53″ nord, 3° 59′ 46″ est                 | « PA00113763 »                                   | Classé Inscrit                                   | 1925 2005                                        | Maison de la Toison d'Or                                   |
| Porte de Tonnerre                                             | Noyers-sur-Serein                           |                                                    | 47° 41′ 56″ nord, 3° 59′ 46″ est                 | « PA00113766 »                                   | Inscrit                                          | 1926                                             | Porte de Tonnerre                                          |
| Porte de ville de Noyers-sur-Serein                           | Noyers-sur-Serein                           |                                                    | 47° 41′ 43″ nord, 3° 59′ 45″ est                 | « PA00113765 »                                   | Inscrit                                          | 1926                                             | Porte de ville de Noyers-sur-Serein                        |
| Chapelle Saint-Marc de Nuits                                  | Nuits                                       |                                                    | 47° 44′ 17″ nord, 4° 12′ 44″ est                 | « PA00113767 »                                   | Classé                                           | 1967                                             | Image manquante Téléverser                                 |
| Domaine du château de Nuits                                   | Nuits                                       |                                                    | 47° 43′ 59″ nord, 4° 12′ 53″ est                 | « PA00113768 »                                   | Inscrit Classé                                   | 2013 0216                                        | Domaine du château de Nuits                                |
| Colonnes de Nuits                                             | Nuits                                       | Rue de l'Abreuvoir                                 | 47° 43′ 46″ nord, 4° 12′ 55″ est                 | « PA00113769 »                                   | Inscrit                                          | 1969                                             | Colonnes de Nuits                                          |
| Porte fortifiée de Nuits                                      | Nuits                                       | Rue de l'Abreuvoir                                 | 47° 43′ 46″ nord, 4° 12′ 54″ est                 | « PA00113770 »                                   | Inscrit                                          | 1969                                             | Porte fortifiée de Nuits                                   |
| Château de Bontin                                             | Les Ormes                                   |                                                    | 47° 50′ 50″ nord, 3° 14′ 47″ est                 | « PA00113771 »                                   | Inscrit Classé                                   | 1994 1995                                        | Château de Bontin                                          |
| Église Notre-Dame-de-la-Nativité des Ormes                    | Les Ormes                                   |                                                    | 47° 50′ 57″ nord, 3° 16′ 00″ est                 | « PA89000058 »                                   | Inscrit                                          | 2015                                             | Église Notre-Dame-de-la-Nativité des Ormes                 |
| Église Notre-Dame d'Ouanne                                    | Ouanne                                      |                                                    | 47° 39′ 43″ nord, 3° 25′ 05″ est                 | « PA00113772 »                                   | Classé                                           | 1989                                             | Église Notre-Dame d'Ouanne                                 |
| Cimetière de Pacy-sur-Armançon                                | Pacy-sur-Armançon                           |                                                    | 47° 46′ 28″ nord, 4° 05′ 30″ est                 | « PA00113773 »                                   | Inscrit                                          | 1933                                             | Cimetière de Pacy-sur-Armançon                             |
| Église Saint-Sébastien de Parly                               | Parly                                       |                                                    | 47° 45′ 52″ nord, 3° 20′ 53″ est                 | « PA00113774 »                                   | Classé                                           | 1972                                             | Église Saint-Sébastien de Parly                            |
| Château de Passy-Véron                                        | Passy                                       |                                                    | 48° 06′ 49″ nord, 3° 18′ 21″ est                 | « PA00113775 »                                   | Inscrit                                          | 1926 1964 2003                                   | Château de Passy-Véron                                     |
| Église de Sognes de Perceneige                                | Perceneige                                  |                                                    | 48° 21′ 58″ nord, 3° 27′ 22″ est                 | « PA00113776 »                                   | Inscrit                                          | 1926                                             | Église de Sognes de Perceneige                             |
| Menhir du Pas-Dieu                                            | Perceneige                                  | Le Chemin-de-Trancault                             | 48° 22′ 08″ nord, 3° 28′ 30″ est                 | « PA00113777 »                                   | Classé                                           | 1889                                             | Menhir du Pas-Dieu                                         |
| Château de Montigny                                           | Perreux                                     |                                                    | 47° 51′ 10″ nord, 3° 08′ 14″ est                 | « PA89000010 »                                   | Inscrit                                          | 1997                                             | Image manquante Téléverser                                 |
| Château de Pierre-Perthuis                                    | Pierre-Perthuis                             |                                                    | 47° 25′ 59″ nord, 3° 47′ 03″ est                 | « PA00113779 »                                   | Inscrit                                          | 1971                                             | Château de Pierre-Perthuis                                 |
| Pont sur la Cure                                              | Pierre-Perthuis                             |                                                    | 47° 25′ 55″ nord, 3° 47′ 11″ est                 | « PA00113780 »                                   | Classé                                           | 1921                                             | Pont sur la Cure                                           |
| Château de Piffonds                                           | Piffonds                                    |                                                    | 48° 03′ 17″ nord, 3° 08′ 47″ est                 | « PA00113781 »                                   | Inscrit                                          | 1925                                             | Château de Piffonds                                        |
| Pont de Pimelles                                              | Pimelles                                    |                                                    | 47° 50′ 24″ nord, 4° 10′ 45″ est                 | « PA89000029 »                                   | Inscrit                                          | 2001                                             | Image manquante Téléverser                                 |
| Château de Pisy                                               | Pisy                                        |                                                    | 47° 33′ 14″ nord, 4° 08′ 15″ est                 | « PA00113782 »                                   | Classé                                           | 2013                                             | Château de Pisy                                            |
| Église Saint-Aignan de Poilly-sur-Serein                      | Poilly-sur-Serein                           |                                                    | 47° 45′ 53″ nord, 3° 53′ 40″ est                 | « PA00113783 »                                   | Classé                                           | 1910                                             | Église Saint-Aignan de Poilly-sur-Serein                   |
| Mairie de Poilly-sur-Serein                                   | Poilly-sur-Serein                           |                                                    | 47° 45′ 53″ nord, 3° 53′ 31″ est                 | « PA00113784 »                                   | Inscrit                                          | 1968                                             | Image manquante Téléverser                                 |
| Calvaire de Pontaubert                                        | Pontaubert                                  |                                                    | 47° 29′ 23″ nord, 3° 51′ 40″ est                 | « PA00113785 »                                   | Inscrit                                          | 1945                                             | Calvaire de Pontaubert                                     |
| Croix de chemin de Pontaubert                                 | Pontaubert                                  | Patis-de-Joinguillou                               | 47° 29′ 05″ nord, 3° 52′ 00″ est                 | « PA00113786 »                                   | Classé                                           | 1976                                             | Image manquante Téléverser                                 |
| Église de Pontaubert                                          | Pontaubert                                  |                                                    | 47° 29′ 23″ nord, 3° 51′ 43″ est                 | « PA00113787 »                                   | Classé                                           | 1862                                             | Église de Pontaubert                                       |
| Parc du domaine d’Orbigny                                     | Pontaubert                                  |                                                    | à géolocaliser                                   | « PA89000075 »                                   | Inscrit                                          | 2022                                             | Image manquante Téléverser                                 |
| Abbaye de Pontigny                                            | Pontigny                                    |                                                    | 47° 54′ 35″ nord, 3° 42′ 49″ est                 | « PA00113788 »                                   | Classé                                           | 1942 1960                                        | Abbaye de Pontigny                                         |
| Église de Pontigny                                            | Pontigny                                    |                                                    | 47° 54′ 34″ nord, 3° 42′ 53″ est                 | « PA00113789 »                                   | Classé                                           | 1840                                             | Église de Pontigny                                         |
| Église Notre-Dame de Pont-sur-Yonne                           | Pont-sur-Yonne                              |                                                    | 48° 17′ 15″ nord, 3° 12′ 15″ est                 | « PA00113790 »                                   | Classé                                           | 1907                                             | Église Notre-Dame de Pont-sur-Yonne                        |
| Vieux pont                                                    | Pont-sur-Yonne                              |                                                    | 48° 17′ 13″ nord, 3° 12′ 20″ est                 | « PA89000011 »                                   | Inscrit                                          | 1997                                             | Vieux pont                                                 |
| Éolienne de La Postolle                                       | La Postolle                                 |                                                    | 48° 16′ 55″ nord, 3° 26′ 44″ est                 | « PA00113791 »                                   | Inscrit                                          | 1976                                             | Éolienne de La Postolle                                    |
| Chapelle Saint-Baudel de Pourrain                             | Pourrain                                    |                                                    | 47° 45′ 23″ nord, 3° 24′ 55″ est                 | « PA89000044 »                                   | Classé                                           | 2012                                             | Chapelle Saint-Baudel de Pourrain                          |
| Église Saint-Serge de Pourrain                                | Pourrain                                    |                                                    | 47° 45′ 22″ nord, 3° 24′ 45″ est                 | « PA00113792 »                                   | Inscrit                                          | 1926                                             | Église Saint-Serge de Pourrain                             |
| Château de Précy-sur-Vrin                                     | Précy-sur-Vrin                              |                                                    | 47° 58′ 02″ nord, 3° 15′ 06″ est                 | « PA00125337 »                                   | Inscrit                                          | 1993                                             | Château de Précy-sur-Vrin                                  |
| Église Notre-Dame de Prégilbert                               | Prégilbert                                  |                                                    | 47° 38′ 04″ nord, 3° 40′ 01″ est                 | « PA00113793 »                                   | Classé                                           | 1912                                             | Église Notre-Dame de Prégilbert                            |
| Portail provenant d'Annay-la-Côte et remonté à Marcilly       | Provency                                    | 18 voie de la Bergerie                             | 47° 32′ 32″ nord, 3° 56′ 22″ est                 | « PA00113794 »                                   | Inscrit                                          | 1955                                             | Portail provenant d'Annay-la-Côte et remonté à Marcilly    |
| Château de Prunoy                                             | Prunoy                                      |                                                    | 47° 54′ 31″ nord, 3° 07′ 28″ est                 | « PA00113795 »                                   | Inscrit                                          | 1945                                             | Image manquante Téléverser                                 |
| Église de Quarré-les-Tombes                                   | Quarré-les-Tombes                           |                                                    | 47° 22′ 07″ nord, 3° 59′ 50″ est                 | « PA00113796 »                                   | Inscrit                                          | 1931                                             | Église de Quarré-les-Tombes                                |
| Église de Quenne                                              | Quenne                                      |                                                    | 47° 46′ 37″ nord, 3° 39′ 00″ est                 | « PA00113797 »                                   | Inscrit                                          | 1926                                             | Église de Quenne                                           |
| Église de Ravières                                            | Ravières                                    |                                                    | 47° 44′ 06″ nord, 4° 13′ 39″ est                 | « PA00113798 »                                   | Classé                                           | 1913                                             | Église de Ravières                                         |
| Église de Rogny-les-Sept-Ecluses                              | Rogny-les-Sept-Écluses                      |                                                    | 47° 44′ 54″ nord, 2° 53′ 00″ est                 | « PA00113800 »                                   | Inscrit                                          | 1926                                             | Image manquante Téléverser                                 |
| Sept-Écluses                                                  | Rogny-les-Sept-Écluses                      |                                                    | 47° 44′ 28″ nord, 2° 52′ 41″ est                 | « PA00113799 »                                   | Classé                                           | 1983                                             | Sept-Écluses                                               |
| Église Saint-Marcel de Rugny                                  | Rugny                                       |                                                    | 47° 53′ 58″ nord, 4° 08′ 37″ est                 | « PA00113801 »                                   | Inscrit                                          | 1965                                             | Image manquante Téléverser                                 |
| Maison de la Motte                                            | Rugny                                       |                                                    | 47° 53′ 55″ nord, 4° 08′ 30″ est                 | « PA89000016 »                                   | Inscrit                                          | 1999                                             | Image manquante Téléverser                                 |
| Église Saint-Jean-Baptiste de Sacy                            | Sacy                                        |                                                    | 47° 40′ 04″ nord, 3° 49′ 01″ est                 | « PA00113802 »                                   | Classé                                           | 1930                                             | Église Saint-Jean-Baptiste de Sacy                         |
| Chapelle Notre-Dame-de-Lorette de Sainpuits                   | Sainpuits                                   |                                                    | 47° 31′ 05″ nord, 3° 15′ 34″ est                 | « PA00113803 »                                   | Inscrit                                          | 1987                                             | Chapelle Notre-Dame-de-Lorette de Sainpuits                |
| Château des Barres                                            | Sainpuits                                   |                                                    | 47° 30′ 32″ nord, 3° 17′ 04″ est                 | « PA89000012 »                                   | Inscrit                                          | 1997                                             | Château des Barres                                         |
| Château de Fourolles                                          | Saint-Aubin-Château-Neuf                    |                                                    | 47° 48′ 03″ nord, 3° 15′ 59″ est                 | « PA00113966 »                                   | Inscrit                                          | 1989                                             | Château de Fourolles                                       |
| Église de Saint-Aubin-sur-Yonne                               | Saint-Aubin-sur-Yonne                       |                                                    | 48° 00′ 06″ nord, 3° 20′ 39″ est                 | « PA00113804 »                                   | Classé                                           | 1913                                             | Église de Saint-Aubin-sur-Yonne                            |
| Église de Saint-Bris-le-Vineux                                | Saint-Bris-le-Vineux                        |                                                    | 47° 44′ 40″ nord, 3° 38′ 52″ est                 | « PA00113805 »                                   | Classé                                           | 1904                                             | Église de Saint-Bris-le-Vineux                             |
| Portail Renaissance attenant à l'église                       | Saint-Bris-le-Vineux                        |                                                    | 47° 44′ 40″ nord, 3° 38′ 52″ est                 | « PA00113806 »                                   | Classé                                           | 1960                                             | Portail Renaissance attenant à l'église                    |
| Église de Prehy de Saint-Cyr-les-Colons                       | Saint-Cyr-les-Colons                        |                                                    | 47° 45′ 41″ nord, 3° 45′ 42″ est                 | « PA00113808 »                                   | Inscrit                                          | 1977                                             | Église de Prehy de Saint-Cyr-les-Colons                    |
| Église Saint-Cyr et Sainte-Julitte de Saint-Cyr-les-Colons    | Saint-Cyr-les-Colons                        |                                                    | 47° 44′ 34″ nord, 3° 44′ 17″ est                 | « PA00135246 »                                   | Inscrit                                          | 1995                                             | Église Saint-Cyr et Sainte-Julitte de Saint-Cyr-les-Colons |
| Abbaye Sainte-Colombe de Saint-Denis-lès-Sens                 | Saint-Denis-lès-Sens                        |                                                    | 48° 12′ 56″ nord, 3° 16′ 20″ est                 | « PA00113809 »                                   | Inscrit                                          | 1966                                             | Abbaye Sainte-Colombe de Saint-Denis-lès-Sens              |
| Église de Sainte-Colombe-sur-Loing                            | Sainte-Colombe-sur-Loing                    |                                                    | 47° 34′ 12″ nord, 3° 14′ 08″ est                 | « PA00113807 »                                   | Classé                                           | 1913                                             | Église de Sainte-Colombe-sur-Loing                         |
| Château Jacquard                                              | Sainte-Magnance                             |                                                    | 47° 27′ 07″ nord, 4° 04′ 19″ est                 | « PA00113828 »                                   | Inscrit                                          | 1931                                             | Image manquante Téléverser                                 |
| Château de Sainte-Pallaye                                     | Sainte-Pallaye                              |                                                    | 47° 38′ 51″ nord, 3° 40′ 09″ est                 | « PA00113971 »                                   | Inscrit                                          | 1991                                             | Image manquante Téléverser                                 |
| Église de Sainte-Vertu                                        | Sainte-Vertu                                |                                                    | 47° 45′ 00″ nord, 3° 54′ 57″ est                 | « PA00113842 »                                   | Classé Inscrit                                   | 1970 2021                                        | Église de Sainte-Vertu                                     |
| Château de Saint-Fargeau                                      | Saint-Fargeau                               |                                                    | 47° 38′ 22″ nord, 3° 04′ 19″ est                 | « PA00113810 »                                   | Inscrit Classé                                   | 1925 1949                                        | Château de Saint-Fargeau                                   |
| Cimetière de Saint-Fargeau                                    | Saint-Fargeau                               |                                                    | 47° 38′ 28″ nord, 3° 04′ 32″ est                 | « PA00113811 »                                   | Classé                                           | 1910                                             | Cimetière de Saint-Fargeau                                 |
| Église de Ronchères                                           | Saint-Fargeau                               |                                                    | 47° 39′ 29″ nord, 3° 07′ 04″ est                 | « PA00113813 »                                   | Classé Inscrit                                   | 1984                                             | Église de Ronchères                                        |
| Église Saint-Ferréol de Saint-Fargeau                         | Saint-Fargeau                               |                                                    | 47° 38′ 25″ nord, 3° 04′ 27″ est                 | « PA00113812 »                                   | Classé                                           | 1907                                             | Église Saint-Ferréol de Saint-Fargeau                      |
| Église de Saint-Martin-des-Champs (Yonne)                     | Saint-Martin-des-Champs                     |                                                    | 47° 39′ 21″ nord, 3° 02′ 01″ est                 | « PA00113814 »                                   | Inscrit                                          | 1926                                             | Église de Saint-Martin-des-Champs (Yonne)                  |
| Église de Septfonds de Saint-Fargeau                          | Saint-Fargeau                               |                                                    | 47° 42′ 07″ nord, 3° 05′ 52″ est                 | « PA00113815 »                                   | Inscrit                                          | 1983                                             | Église de Septfonds de Saint-Fargeau                       |
| Tour de l'Horloge                                             | Saint-Fargeau                               |                                                    | 47° 38′ 25″ nord, 3° 04′ 14″ est                 | « PA00113817 »                                   | Classé                                           | 1923                                             | Tour de l'Horloge                                          |
| Église de Saint-Florentin                                     | Saint-Florentin                             |                                                    | 48° 00′ 02″ nord, 3° 43′ 47″ est                 | « PA00113818 »                                   | Classé                                           | 1840                                             | Église de Saint-Florentin                                  |
| Chapelle de la Maladrerie de Saint-Julien-du-Sault            | Saint-Julien-du-Sault                       |                                                    | 48° 03′ 01″ nord, 3° 17′ 57″ est                 | « PA00113819 »                                   | Inscrit                                          | 1925                                             | Chapelle de la Maladrerie de Saint-Julien-du-Sault         |
| Château de Vauguillain et sa chapelle                         | Saint-Julien-du-Sault                       |                                                    | 48° 01′ 38″ nord, 3° 17′ 41″ est                 | « PA00113820 »                                   | Inscrit (ruines) Classé (chapelle)               | 1925 1959                                        | Château de Vauguillain et sa chapelle                      |
| Église Saint-Pierre de Saint-Julien-du-Sault                  | Saint-Julien-du-Sault                       |                                                    | 48° 01′ 54″ nord, 3° 17′ 45″ est                 | « PA00113821 »                                   | Classé                                           | 1840                                             | Église Saint-Pierre de Saint-Julien-du-Sault               |
| Musée du patrimoine culturel de Saint-Julien-du-Sault         | Saint-Julien-du-Sault                       | 10, rue de l'Hôtel-Dieu                            | 48° 01′ 50″ nord, 3° 17′ 44″ est                 | « PA00113825 »                                   | Inscrit                                          | 1987                                             | Musée du patrimoine culturel de Saint-Julien-du-Sault      |
| Maison au poteau Cornier de Saint-Julien-du-Sault             | Saint-Julien-du-Sault                       | Place Général Leclerc                              | 48° 01′ 53″ nord, 3° 17′ 42″ est                 | « PA00113823 »                                   | Inscrit                                          | 1929                                             | Maison au poteau Cornier de Saint-Julien-du-Sault          |
| Maison du Chapitre                                            | Saint-Julien-du-Sault                       | Rue de l'Hôtel-de-Ville                            | 48° 01′ 51″ nord, 3° 17′ 45″ est                 | « PA00113822 »                                   | Inscrit                                          | 1925                                             | Maison du Chapitre                                         |
| Maison de l’Archevêché de Saint-Julien-du-Sault               | Saint-Julien-du-Sault                       | Rue du puits de la caille                          | 48° 01′ 52″ nord, 3° 17′ 39″ est                 | « PA00113824 »                                   | Inscrit                                          | 1929                                             | Maison de l’Archevêché de Saint-Julien-du-Sault            |
| Maisons expérimentales de Jean Daladier                       | Saint-Julien-du-Sault                       | Forêt de Saint-Julien                              | 48° 03′ 13″ nord, 3° 15′ 57″ est                 | « PA89000055 »                                   | Inscrit Classé                                   | 2013 2014                                        | Maisons expérimentales de Jean Daladier                    |
| Église Saint-Léger de Saint-Léger-Vauban                      | Saint-Léger-Vauban                          |                                                    | 47° 23′ 17″ nord, 4° 02′ 28″ est                 | « PA00113826 »                                   | Inscrit                                          | 1988                                             | Église Saint-Léger de Saint-Léger-Vauban                   |
| Château d'Ordon                                               | Saint-Loup-d'Ordon                          |                                                    | 48° 01′ 13″ nord, 3° 10′ 07″ est                 | « PA00113827 »                                   | Inscrit                                          | 1974                                             | Château d'Ordon                                            |
| Église de Saint-Martin-sur-Ouanne                             | Saint-Martin-sur-Ouanne                     |                                                    | 47° 50′ 25″ nord, 3° 06′ 19″ est                 | « PA00113829 »                                   | Inscrit                                          | 1929                                             | Église de Saint-Martin-sur-Ouanne                          |
| Dolmen de Lancy                                               | Saint-Maurice-aux-Riches-Hommes             | Domaine forestier de Vauluisant : forêt de Lancy   | 48° 19′ 05″ nord, 3° 29′ 24″ est                 | « PA00113850 »                                   | Classé                                           | 1889                                             | Dolmen de Lancy                                            |
| Dolmens de Trainel                                            | Saint-Maurice-aux-Riches-Hommes             | Domaine forestier de Vauluisant : forêt de Trainel | 48° 19′ 59″ nord, 3° 28′ 41″ est                 | « PA00113831 »                                   | Classé                                           | 1922                                             | Dolmens de Trainel                                         |
| Château de Saint-Maurice-Thizouaille                          | Saint-Maurice-Thizouaille                   |                                                    | 47° 49′ 59″ nord, 3° 21′ 50″ est                 | « PA00113832 »                                   | Inscrit                                          | 1981                                             | Château de Saint-Maurice-Thizouaille                       |
| Camp antique de Cora                                          | Saint-Moré                                  | Villauxerre                                        | 47° 34′ 00″ nord, 3° 46′ 23″ est                 | « PA00113833 »                                   | Classé                                           | 1971                                             | Camp antique de Cora                                       |
| Église Notre-Dame de Saint-Père                               | Saint-Père                                  |                                                    | 47° 27′ 30″ nord, 3° 45′ 56″ est                 | « PA00113834 »                                   | Classé                                           | 1840                                             | Église Notre-Dame de Saint-Père                            |
| Ancienne église de Saint-Père                                 | Saint-Père                                  |                                                    | 47° 27′ 26″ nord, 3° 45′ 54″ est                 | « PA00113835 »                                   | Inscrit                                          | 1926                                             | Ancienne église de Saint-Père                              |
| Musée des fouilles des Fontaines Salées                       | Saint-Père                                  |                                                    | 47° 27′ 29″ nord, 3° 45′ 55″ est                 | « PA00113836 »                                   | Inscrit                                          | 1958                                             | Musée des fouilles des Fontaines Salées                    |
| Site archéologique des Fontaines Salées                       | Saint-Père                                  |                                                    | 47° 26′ 57″ nord, 3° 46′ 36″ est                 | « PA00113837 »                                   | Classé                                           | 1936 1942                                        | Site archéologique des Fontaines Salées                    |
| Église de Saint-Privé                                         | Saint-Privé                                 |                                                    | 47° 40′ 59″ nord, 2° 59′ 56″ est                 | « PA00113838 »                                   | Classé                                           | 1907                                             | Église de Saint-Privé                                      |
| Église Saint-Prix de Saints                                   | Saints                                      |                                                    | 47° 37′ 16″ nord, 3° 15′ 44″ est                 | « PA00113840 »                                   | Classé                                           | 1983                                             | Église Saint-Prix de Saints                                |
| Donjon de Saint-Sauveur-en-Puisaye                            | Saint-Sauveur-en-Puisaye                    |                                                    | 47° 37′ 02″ nord, 3° 11′ 59″ est                 | « PA00113839 »                                   | Classé                                           | 1996                                             | Donjon de Saint-Sauveur-en-Puisaye                         |
| Maison natale de Colette                                      | Saint-Sauveur-en-Puisaye                    |                                                    | 47° 37′ 00″ nord, 3° 11′ 53″ est                 | « PA89000046 »                                   | Inscrit                                          | 2011                                             | Maison natale de Colette                                   |
| Église de Saint-Valérien                                      | Saint-Valérien                              |                                                    | 48° 10′ 45″ nord, 3° 05′ 44″ est                 | « PA00113841 »                                   | Inscrit                                          | 1926                                             | Église de Saint-Valérien                                   |
| Église de Saligny                                             | Saligny                                     |                                                    | 48° 12′ 42″ nord, 3° 21′ 37″ est                 | « PA00113843 »                                   | Classé Inscrit                                   | 1979                                             | Église de Saligny                                          |
| Fontaine-abreuvoir-lavoir de Santigny                         | Santigny                                    |                                                    | 47° 34′ 05″ nord, 4° 07′ 20″ est                 | « PA00113844 »                                   | Classé                                           | 1983                                             | Fontaine-abreuvoir-lavoir de Santigny                      |
| Église de Sarry                                               | Sarry                                       |                                                    | 47° 40′ 06″ nord, 4° 04′ 23″ est                 | « PA00113845 »                                   | Inscrit                                          | 1929                                             | Église de Sarry                                            |
| Château de Montjalin                                          | Sauvigny-le-Bois                            |                                                    | 47° 31′ 12″ nord, 3° 58′ 55″ est                 | « PA00113846 »                                   | Inscrit                                          | 1988                                             | Château de Montjalin                                       |
| Château de Sauvigny-le-Bois                                   | Sauvigny-le-Bois                            |                                                    | 47° 31′ 03″ nord, 3° 56′ 22″ est                 | « PA89000002 »                                   | Inscrit                                          | 1996                                             | Château de Sauvigny-le-Bois                                |
| Prieuré de Saint-Jean-des-Bonshommes                          | Sauvigny-le-Bois                            |                                                    | 47° 30′ 14″ nord, 3° 56′ 17″ est                 | « PA00113847 »                                   | Classé                                           | 1905                                             | Prieuré de Saint-Jean-des-Bonshommes                       |
| Église de Savigny-en-Terre-Plaine                             | Savigny-en-Terre-Plaine                     |                                                    | 47° 29′ 46″ nord, 4° 05′ 10″ est                 | « PA00113848 »                                   | Classé                                           | 1908                                             | Église de Savigny-en-Terre-Plaine                          |
| Église de Seignelay                                           | Seignelay                                   |                                                    | 47° 54′ 14″ nord, 3° 36′ 04″ est                 | « PA00113849 »                                   | Classé                                           | 1921                                             | Église de Seignelay                                        |
| Halles de Seignelay                                           | Seignelay                                   |                                                    | 47° 54′ 11″ nord, 3° 36′ 02″ est                 | « PA00113830 »                                   | Classé                                           | 1922                                             | Halles de Seignelay                                        |
| Église Saint-Firmin de Senan                                  | Senan                                       |                                                    | 47° 54′ 42″ nord, 3° 21′ 34″ est                 | « PA00113851 »                                   | Classé                                           | 1911                                             | Église Saint-Firmin de Senan                               |
|                                                               | Sens                                        | Voir liste des monuments historiques de Sens       | Voir liste des monuments historiques de Sens     | Voir liste des monuments historiques de Sens     | Voir liste des monuments historiques de Sens     | Voir liste des monuments historiques de Sens     | Voir liste des monuments historiques de Sens               |
| Église Saint-Victor de Serbonnes                              | Serbonnes                                   |                                                    | 48° 19′ 12″ nord, 3° 12′ 15″ est                 | « PA00113886 »                                   | Inscrit                                          | 1926                                             | Église Saint-Victor de Serbonnes                           |
| Chapelle Notre-Dame d'Orient                                  | Sermizelles                                 |                                                    | 47° 32′ 14″ nord, 3° 47′ 52″ est                 | « PA89000049 »                                   | Classé                                           | 2013                                             | Chapelle Notre-Dame d'Orient                               |
| Tour Malakoff                                                 | Sermizelles                                 |                                                    | 47° 32′ 12″ nord, 3° 47′ 51″ est                 | « PA89000051 »                                   | Inscrit                                          | 2012                                             | Tour Malakoff                                              |
| Église Saint-Cyr-et-Sainte-Julitte des Sièges                 | Les Sièges                                  |                                                    | 48° 10′ 50″ nord, 3° 31′ 06″ est                 | « PA00113887 »                                   | Inscrit                                          | 1980                                             | Église Saint-Cyr-et-Sainte-Julitte des Sièges              |
| Pierre à Colon                                                | Les Sièges                                  | Bois-Communaux                                     | 48° 09′ 05″ nord, 3° 32′ 24″ est                 | « PA00113888 »                                   | Classé                                           | 1889                                             | Pierre à Colon                                             |
| Église de Sormery                                             | Sormery                                     |                                                    | 48° 05′ 21″ nord, 3° 46′ 11″ est                 | « PA00113889 »                                   | Inscrit                                          | 1926                                             | Église de Sormery                                          |
| Église de Soucy                                               | Soucy                                       |                                                    | 48° 15′ 00″ nord, 3° 19′ 25″ est                 | « PA00113890 »                                   | Inscrit                                          | 1930                                             | Église de Soucy                                            |
| Croix de chemin de Soumaintrain                               | Soumaintrain                                |                                                    | 48° 01′ 07″ nord, 3° 49′ 31″ est                 | « PA00113891 »                                   | Inscrit                                          | 1926                                             | Croix de chemin de Soumaintrain                            |
| Église Saint-Martin de Taingy                                 | Taingy                                      |                                                    | 47° 36′ 56″ nord, 3° 24′ 15″ est                 | « PA00113892 »                                   | Inscrit                                          | 1926                                             | Église Saint-Martin de Taingy                              |
| Église Saint-Pierre de Talcy                                  | Talcy                                       |                                                    | 47° 34′ 20″ nord, 4° 04′ 04″ est                 | « PA00113893 »                                   | Inscrit                                          | 1926                                             | Église Saint-Pierre de Talcy                               |
| Abbaye de Quincy                                              | Tanlay                                      |                                                    | 47° 51′ 47″ nord, 4° 06′ 08″ est                 | « PA00113894 »                                   | Inscrit                                          | 1926                                             | Abbaye de Quincy                                           |
| Château de Tanlay                                             | Tanlay                                      |                                                    | 47° 50′ 57″ nord, 4° 05′ 07″ est                 | « PA00113895 »                                   | Classé                                           | 1994                                             | Château de Tanlay                                          |
| Église Saint-Sylvestre                                        | Tanlay                                      |                                                    | 47° 50′ 51″ nord, 4° 05′ 07″ est                 | « PA89000069 »                                   | Inscrit                                          | 2016                                             | Église Saint-Sylvestre                                     |
| Maison                                                        | Tanlay                                      | Saint-Vinnemer, 8 rue de la Poterne                | 47° 49′ 33″ nord, 4° 04′ 55″ est                 | « PA89000038 »                                   | Inscrit                                          | 2006                                             | Image manquante Téléverser                                 |
| Petites Halles de Tanlay                                      | Tanlay                                      |                                                    | 47° 50′ 53″ nord, 4° 05′ 07″ est                 | « PA00113897 »                                   | Inscrit                                          | 1970                                             | Image manquante Téléverser                                 |
| Ferrier antique de Tannerre-en-Puisaye                        | Tannerre-en-Puisaye                         | La Garenne                                         | 47° 44′ 19″ nord, 3° 07′ 59″ est                 | « PA00113898 »                                   | Classé                                           | 1982                                             | Ferrier antique de Tannerre-en-Puisaye                     |
|                                                               | Tonnerre                                    | Voir liste des monuments historiques de Tonnerre   | Voir liste des monuments historiques de Tonnerre | Voir liste des monuments historiques de Tonnerre | Voir liste des monuments historiques de Tonnerre | Voir liste des monuments historiques de Tonnerre | Voir liste des monuments historiques de Tonnerre           |
| Château de Thizy                                              | Thizy                                       |                                                    | 47° 34′ 06″ nord, 4° 03′ 15″ est                 | « PA00113899 »                                   | Inscrit                                          | 1974                                             | Château de Thizy                                           |
| Château de Fleurigny                                          | Thorigny-sur-Oreuse                         |                                                    | 48° 17′ 42″ nord, 3° 21′ 47″ est                 | « PA00113900 »                                   | Classé                                           | 1889 1930                                        | Château de Fleurigny                                       |
| Château de Thorigny-sur-Oreuse                                | Thorigny-sur-Oreuse                         |                                                    | 48° 17′ 39″ nord, 3° 23′ 53″ est                 | « PA00135248 »                                   | Inscrit                                          | 1995 2002                                        | Image manquante Téléverser                                 |
| Église Saint-Pierre-et-Saint-Paul de Thorigny-sur-Oreuse      | Thorigny-sur-Oreuse                         |                                                    | 48° 17′ 41″ nord, 3° 23′ 55″ est                 | « PA89000040 »                                   | Inscrit                                          | 2006                                             | Église Saint-Pierre-et-Saint-Paul de Thorigny-sur-Oreuse   |
| Église Saint-Julien de Thury                                  | Thury                                       |                                                    | 47° 35′ 12″ nord, 3° 17′ 42″ est                 | « PA00113901 »                                   | Classé                                           | 1970                                             | Église Saint-Julien de Thury                               |
| Église de Toucy                                               | Toucy                                       |                                                    | 47° 44′ 09″ nord, 3° 17′ 36″ est                 | « PA00113916 »                                   | Inscrit                                          | 1926                                             | Église de Toucy                                            |
| Château de Ratilly                                            | Treigny                                     |                                                    | 47° 33′ 17″ nord, 3° 10′ 02″ est                 | « PA00113917 »                                   | Inscrit                                          | 1983                                             | Château de Ratilly                                         |
| Église Saint-Symphorien de Treigny                            | Treigny                                     |                                                    | 47° 33′ 03″ nord, 3° 11′ 09″ est                 | « PA00113918 »                                   | Classé                                           | 1939                                             | Église Saint-Symphorien de Treigny                         |
| Maisons du Prévost et Aux inscriptions                        | Treigny                                     | 10 Grande Rue, Perreuse                            | 47° 32′ 23″ nord, 3° 13′ 06″ est                 | « PA89000059 »                                   | Inscrit                                          | 2015                                             | Maisons du Prévost et Aux inscriptions                     |
| Église de Trichey                                             | Trichey                                     |                                                    | 47° 55′ 51″ nord, 4° 08′ 20″ est                 | « PA00113919 »                                   | Inscrit                                          | 1976                                             | Église de Trichey                                          |
| Château des Varennes                                          | Turny                                       |                                                    | 48° 02′ 28″ nord, 3° 44′ 56″ est                 | « PA89000060 »                                   | Inscrit                                          | 2015                                             | Image manquante Téléverser                                 |
| Église de Turny                                               | Turny                                       |                                                    | 48° 02′ 06″ nord, 3° 44′ 50″ est                 | « PA00113920 »                                   | Classé                                           | 1913                                             | Église de Turny                                            |
| Église de Val-de-Mercy                                        | Val-de-Mercy                                |                                                    | 47° 40′ 36″ nord, 3° 35′ 18″ est                 | « PA00113921 »                                   | Inscrit                                          | 1929                                             | Église de Val-de-Mercy                                     |
| Château de Vallery                                            | Vallery                                     |                                                    | 48° 14′ 29″ nord, 3° 03′ 02″ est                 | « PA00113922 »                                   | Classé                                           | 1946 2001                                        | Château de Vallery                                         |
| Église Saint-Thomas de Cantorbéry de Vallery                  | Vallery                                     |                                                    | 48° 14′ 32″ nord, 3° 02′ 53″ est                 | « PA00135250 »                                   | Inscrit                                          | 1995                                             | Église Saint-Thomas de Cantorbéry de Vallery               |
| Ferme des Prés                                                | Vareilles                                   |                                                    | 48° 10′ 42″ nord, 3° 27′ 59″ est                 | « PA89000003 »                                   | Inscrit                                          | 1996                                             | Ferme des Prés                                             |
| Éolienne de Vaudeurs                                          | Vaudeurs                                    | Place de l'Éolienne                                | 48° 08′ 03″ nord, 3° 33′ 01″ est                 | « PA89000036 »                                   | Inscrit                                          | 2004                                             | Éolienne de Vaudeurs                                       |
| Château de Vault-de-Lugny                                     | Vault-de-Lugny                              |                                                    | 47° 29′ 45″ nord, 3° 51′ 18″ est                 | « PA00113923 »                                   | Classé                                           | 1971                                             | Château de Vault-de-Lugny                                  |
| Clos Jordan                                                   | Vault-de-Lugny                              |                                                    | 47° 29′ 52″ nord, 3° 51′ 05″ est                 | « PA00113925 »                                   | Inscrit                                          | 1971                                             | Image manquante Téléverser                                 |
| Église de Vault-de-Lugny                                      | Vault-de-Lugny                              |                                                    | 47° 29′ 55″ nord, 3° 50′ 52″ est                 | « PA00113924 »                                   | Classé                                           | 1908                                             | Église de Vault-de-Lugny                                   |
| Pierre-Enlevée                                                | Vaumort                                     | Le Carmel                                          | 48° 09′ 14″ nord, 3° 26′ 20″ est                 | « PA00113926 »                                   | Classé                                           | 1889                                             | Pierre-Enlevée                                             |
| Abbaye de Reigny                                              | Vermenton                                   |                                                    | 47° 38′ 45″ nord, 3° 43′ 38″ est                 | « PA00113927 »                                   | Classé Inscrit                                   | 1920 2012                                        | Abbaye de Reigny                                           |
| Cadran solaire de Vermenton                                   | Vermenton                                   | Rue du Général-de-Gaulle                           | 47° 39′ 51″ nord, 3° 44′ 01″ est                 | « PA00113967 »                                   | Classé                                           | 1991                                             | Cadran solaire de Vermenton                                |
| Église Notre-Dame de Vermenton                                | Vermenton                                   |                                                    | 47° 39′ 53″ nord, 3° 44′ 03″ est                 | « PA00113928 »                                   | Classé                                           | 1920                                             | Église Notre-Dame de Vermenton                             |
| Basilique Sainte-Marie-Madeleine de Vézelay                   | Vézelay                                     |                                                    | 47° 27′ 59″ nord, 3° 44′ 54″ est                 | « PA00113932 »                                   | Classé                                           | 1840                                             | Basilique Sainte-Marie-Madeleine de Vézelay                |
| Chapelle de la Cordelle                                       | Vézelay                                     | Les Champs de la Cordelle                          | 47° 28′ 11″ nord, 3° 45′ 01″ est                 | « PA00113929 »                                   | Classé                                           | 1953                                             | Chapelle de la Cordelle                                    |
| Château abbatial de Vézelay                                   | Vézelay                                     |                                                    | 47° 27′ 58″ nord, 3° 44′ 59″ est                 | « PA00113930 »                                   | Classé                                           | 1924                                             | Image manquante Téléverser                                 |
| Croix de Vézelay                                              | Vézelay                                     |                                                    | 47° 28′ 10″ nord, 3° 45′ 03″ est                 | « PA00113931 »                                   | Inscrit                                          | 1929                                             | Croix de Vézelay                                           |
| Église Saint-Étienne de Vézelay                               | Vézelay                                     | Rue Saint-Étienne                                  | 47° 27′ 49″ nord, 3° 44′ 34″ est                 | « PA00113933 »                                   | Inscrit                                          | 1960                                             | Image manquante Téléverser                                 |
| Enceinte de Vézelay                                           | Vézelay                                     |                                                    | 47° 28′ 03″ nord, 3° 44′ 47″ est                 | « PA00113936 »                                   | Classé Inscrit Classé                            | 1875 1995 1998                                   | Enceinte de Vézelay                                        |
| Maison                                                        | Vézelay                                     | Rue de l'Hôpital Rue du Couvent                    | 47° 27′ 57″ nord, 3° 44′ 50″ est                 | « PA00113935 »                                   | Inscrit                                          | 1937                                             | Image manquante Téléverser                                 |
| Maison natale de Théodore de Bèze                             | Vézelay                                     | 47 rue Saint-Étienne                               | 47° 27′ 53″ nord, 3° 44′ 39″ est                 | « PA00113980 »                                   | Inscrit                                          | 1992                                             | Maison natale de Théodore de Bèze                          |
| Maison Zervos dite « La Goulotte »                            | Vézelay                                     |                                                    | 47° 27′ 56″ nord, 3° 43′ 02″ est                 | « PA89000074 »                                   | Inscrit                                          | 2021                                             | Image manquante Téléverser                                 |
| Manoir Desfourneaux                                           | Vézelay                                     | Rue des Bochards                                   | 47° 27′ 54″ nord, 3° 44′ 44″ est                 | « PA00113934 »                                   | Inscrit                                          | 1976                                             | Image manquante Téléverser                                 |
| Vestiges archéologiques et bâtiments de l’ancienne maladrerie | Vézelay                                     | route de Vézelay                                   | 47° 26′ 20″ nord, 3° 44′ 04″ est                 | « PA89000073 »                                   | Inscrit                                          | 2020                                             | Image manquante Téléverser                                 |
| Château des Stuart                                            | Vézinnes                                    |                                                    | 47° 53′ 33″ nord, 3° 56′ 44″ est                 | « PA00113937 »                                   | Inscrit                                          | 1962                                             | Château des Stuart                                         |
| Église de Vignes                                              | Vignes                                      |                                                    | 47° 31′ 29″ nord, 4° 07′ 09″ est                 | « PA00113938 »                                   | Inscrit                                          | 1983                                             | Église de Vignes                                           |
| Château du Fey                                                | Villecien                                   |                                                    | 48° 00′ 50″ nord, 3° 19′ 49″ est                 | « PA00113939 »                                   | Inscrit                                          | 1973                                             | Château du Fey                                             |
| Église de Villeneuve-la-Guyard                                | Villeneuve-la-Guyard                        |                                                    | 48° 20′ 26″ nord, 3° 03′ 55″ est                 | « PA00113941 »                                   | Inscrit                                          | 1926                                             | Église de Villeneuve-la-Guyard                             |
| Église Notre-Dame de Villeneuve-l'Archevêque                  | Villeneuve-l'Archevêque                     |                                                    | 48° 13′ 59″ nord, 3° 33′ 29″ est                 | « PA00113940 »                                   | Classé                                           | 1886                                             | Église Notre-Dame de Villeneuve-l'Archevêque               |
| Église Notre-Dame de Villeneuve-les-Genêts                    | Villeneuve-les-Genêts                       |                                                    | 47° 44′ 07″ nord, 3° 05′ 30″ est                 | « PA00113942 »                                   | Inscrit                                          | 1987                                             | Image manquante Téléverser                                 |
| Chapelle Saint-Cloud                                          | Villeneuve-Saint-Salves                     |                                                    | 47° 51′ 09″ nord, 3° 38′ 42″ est                 | « PA00113943 »                                   | Inscrit                                          | 1984                                             | Chapelle Saint-Cloud                                       |
| Castel des Remparts                                           | Villeneuve-sur-Yonne                        |                                                    | 48° 05′ 07″ nord, 3° 17′ 41″ est                 | « PA00113950 »                                   | Inscrit                                          | 1952                                             | Castel des Remparts                                        |
| Croix de pierre de Villeneuve-sur-Yonne                       | Villeneuve-sur-Yonne                        |                                                    | 48° 04′ 56″ nord, 3° 17′ 32″ est                 | « PA00113944 »                                   | Inscrit                                          | 1932                                             | Croix de pierre de Villeneuve-sur-Yonne                    |
| Église Notre-Dame-de-l'Assomption de Villeneuve-sur-Yonne     | Villeneuve-sur-Yonne                        |                                                    | 48° 04′ 55″ nord, 3° 17′ 41″ est                 | « PA00113945 »                                   | Classé                                           | 1862                                             | Église Notre-Dame-de-l'Assomption de Villeneuve-sur-Yonne  |
| Enceinte de Villeneuve-sur-Yonne                              | Villeneuve-sur-Yonne                        |                                                    | 48° 04′ 51″ nord, 3° 17′ 28″ est                 | « PA00113946 »                                   | Classé                                           | 1862                                             | Enceinte de Villeneuve-sur-Yonne                           |
| Maison Joseph-Joubert                                         | Villeneuve-sur-Yonne                        | 18 rue Joseph-Joubert                              | 48° 04′ 55″ nord, 3° 17′ 37″ est                 | « PA00113968 »                                   | Inscrit                                          | 1990                                             | Maison Joseph-Joubert                                      |
| Maison des Sept-Têtes                                         | Villeneuve-sur-Yonne                        | 41 rue Carnot                                      | 48° 04′ 57″ nord, 3° 17′ 40″ est                 | « PA00113947 »                                   | Inscrit                                          | 1932                                             | Maison des Sept-Têtes                                      |
| Menhir de Villeneuve-sur-Yonne                                | Villeneuve-sur-Yonne                        | Pierre-Fritte                                      | 48° 03′ 54″ nord, 3° 17′ 10″ est                 | « PA00113948 »                                   | Classé                                           | 1954                                             | Menhir de Villeneuve-sur-Yonne                             |
| Monument aux morts                                            | Villeneuve-sur-Yonne                        | Boulevard du Général-de-Gaulle                     | 48° 04′ 45″ nord, 3° 17′ 39″ est                 | « PA89000070 »                                   | Classé                                           | 2020                                             | Monument aux morts                                         |
| Portes de Sens et de Joigny                                   | Villeneuve-sur-Yonne                        |                                                    | 48° 05′ 05″ nord, 3° 17′ 42″ est                 | « PA00113949 »                                   | Classé                                           | 1862                                             | Portes de Sens et de Joigny                                |
| Villa Clair Coteau                                            | Villevallier                                | 11 rue de la République                            | 48° 01′ 20″ nord, 3° 18′ 44″ est                 | « PA89000077 »                                   | Inscrit                                          | 2024                                             | Image manquante Téléverser                                 |
| Église de Villeperrot                                         | Villeperrot                                 |                                                    | 48° 15′ 46″ nord, 3° 13′ 49″ est                 | « PA00113951 »                                   | Inscrit                                          | 1929                                             | Église de Villeperrot                                      |
| Église Saint-Maurice de Villiers-les-Hauts                    | Villiers-les-Hauts                          |                                                    | 47° 43′ 41″ nord, 4° 09′ 02″ est                 | « PA00113952 »                                   | Inscrit                                          | 1988                                             | Église Saint-Maurice de Villiers-les-Hauts                 |
| Domaine du Bréau                                              | Villiers-Saint-Benoît (également sur Dracy) |                                                    | 47° 46′ 05″ nord, 3° 14′ 18″ est                 | « PA89000052 »                                   | Inscrit                                          | 2012                                             | Image manquante Téléverser                                 |
| Église Saint-Benoît de Villiers-Saint-Benoît                  | Villiers-Saint-Benoît                       |                                                    | 47° 46′ 52″ nord, 3° 12′ 38″ est                 | « PA89000013 »                                   | Inscrit                                          | 1997                                             | Église Saint-Benoît de Villiers-Saint-Benoît               |
| Église Saint-Loup de la Villotte                              | Villiers-Saint-Benoît                       |                                                    | 47° 46′ 32″ nord, 3° 14′ 43″ est                 | « PA89000014 »                                   | Inscrit                                          | 1997                                             | Église Saint-Loup de la Villotte                           |
| Église de Villiers-sur-Tholon                                 | Villiers-sur-Tholon                         |                                                    | 47° 53′ 19″ nord, 3° 20′ 16″ est                 | « PA00113953 »                                   | Inscrit                                          | 1976                                             | Église de Villiers-sur-Tholon                              |
| Église de Vincelles                                           | Vincelles                                   |                                                    | 47° 42′ 12″ nord, 3° 38′ 01″ est                 | « PA00113954 »                                   | Inscrit                                          | 1941                                             | Église de Vincelles                                        |
| Église Saint-Martin de Vincelottes                            | Vincelottes                                 |                                                    | 47° 42′ 18″ nord, 3° 38′ 25″ est                 | « PA89000024 »                                   | Inscrit                                          | 2001                                             | Église Saint-Martin de Vincelottes                         |
| Église de Vinneuf                                             | Vinneuf                                     |                                                    | 48° 21′ 05″ nord, 3° 08′ 04″ est                 | « PA00113955 »                                   | Inscrit                                          | 1926                                             | Église de Vinneuf                                          |
| Château de Viviers                                            | Viviers                                     |                                                    | 47° 48′ 14″ nord, 3° 55′ 06″ est                 | « PA00113956 »                                   | Inscrit                                          | 1984                                             | Château de Viviers                                         |
| Église de Voisines                                            | Voisines                                    |                                                    | 48° 15′ 11″ nord, 3° 23′ 43″ est                 | « PA00113957 »                                   | Inscrit                                          | 1926                                             | Église de Voisines                                         |
| Église de Voutenay-sur-Cure                                   | Voutenay-sur-Cure                           |                                                    | 47° 33′ 36″ nord, 3° 47′ 20″ est                 | « PA00113958 »                                   | Inscrit                                          | 1976                                             | Église de Voutenay-sur-Cure                                |
| Lavoir de Voutenay-sur-Cure                                   | Voutenay-sur-Cure                           |                                                    | 47° 33′ 47″ nord, 3° 46′ 59″ est                 | « PA00113959 »                                   | Inscrit                                          | 1962                                             | Lavoir de Voutenay-sur-Cure                                |
| Château d'Yrouerre                                            | Yrouerre                                    |                                                    | 47° 47′ 40″ nord, 3° 56′ 53″ est                 | « PA00113960 »                                   | Inscrit                                          | 1971                                             | Château d'Yrouerre                                         |
| Église d'Yrouerre                                             | Yrouerre                                    |                                                    | 47° 47′ 39″ nord, 3° 56′ 55″ est                 | « PA00113961 »                                   | Inscrit                                          | 1926 1968                                        | Église d'Yrouerre                                          |